# مرکب آهن‌مازو

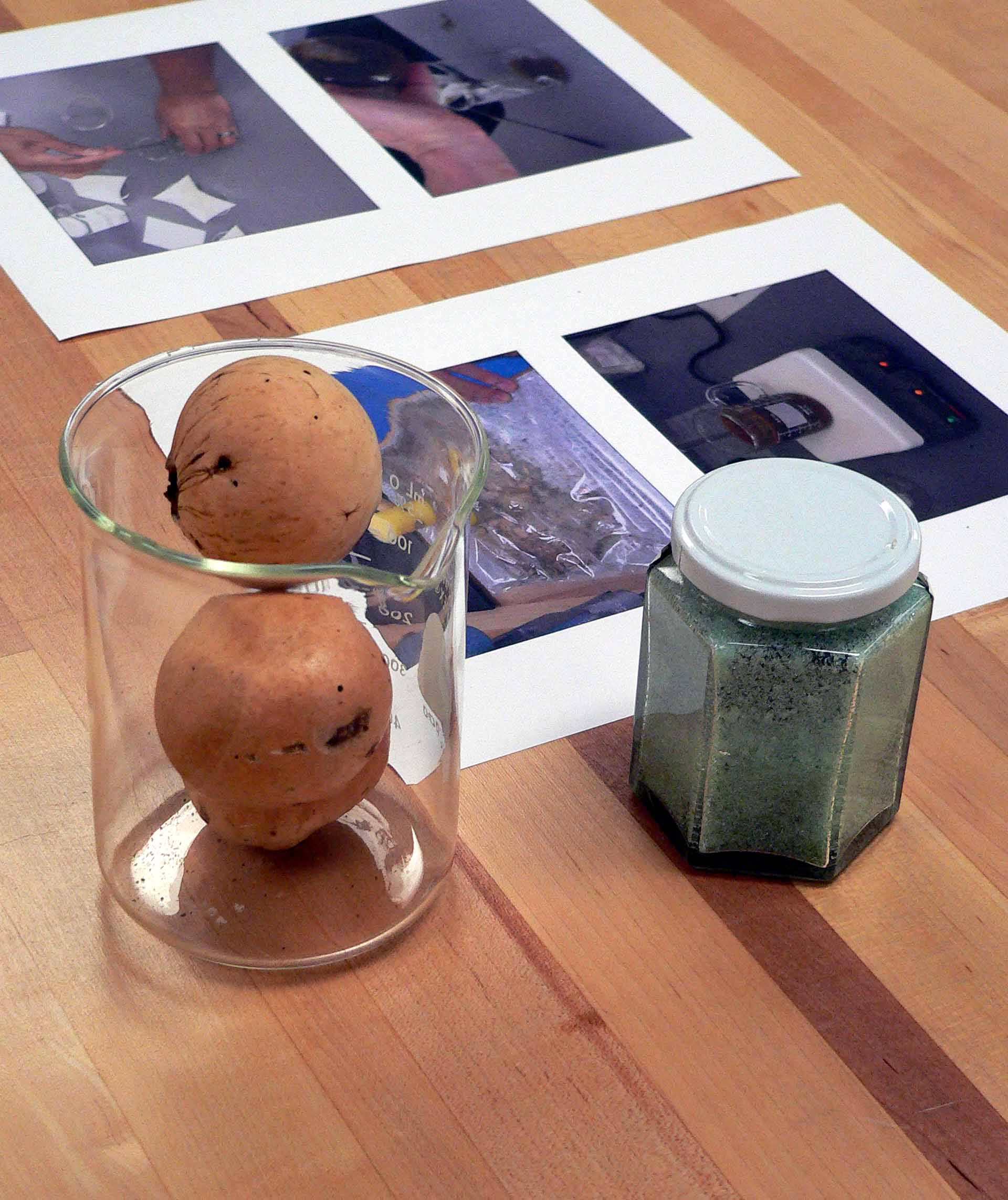
مازو و آهن(II) سولفات از اجزاء مرکب آهن‌مازو هستند.

مرکب آهن‌مازو یکی از انواع مرکب است.
مرکب آهن‌مازو از چهار جزء اصلی زاج، مازو، صمغ عربی و آب تشکیل شده‌است. اکسایش فلزِ کاتالیزگر و آب‌کافت اسیدی دو علت اصلی تخریب آثار نگارش‌شده با مرکب آهن‌مازو هستند. دو روش فیزیکی و شیمیایی (آبی- غیرآبی) برای حفاظت آثار حاوی مرکب آهن‌مازو به‌کاررفته‌اند. هرکدام از روش‌های استفاده‌شده دارای معایب و مزایای خاص خود است و هیچ‌کدام به‌طور کامل، تضمین‌کننده حفاظت از مرکب در طولانی‌مدت نمی‌باشند.
مرکب آهن-مازو به دلیل وجود اسیدها و یون‌های آهن با گذشت زمان آسیب‌های جبران ناپذیری بر تکیه گاه در کتابسازی وارد می‌کند.